# Michael Čakrt
Michael Čakrt (* 15. Januar 1924 in Brno; † 25. Juni 1997 in Trutnov) war ein tschechischer Komponist, Musiklehrer, Organist und Chorleiter, sowie Verfolgter des Kommunismus in der Tschechoslowakei.

## Leben und Wirken

### Kindheit und Studium
Michael Čakrt war der Sohn von Michael Čakrt, Vorsitzender des Oberlandesgerichtes und der Lehrerin Věnceslava, geborene Rosická. Er hatte eine ältere Schwester. Die Lehrjahre der Kinder unterbrach das Kriegsgeschehen und die Ära des Kommunismus, der nach 1948 die Politik des Landes bestimmte, beendete vorzeitig ihre Studienjahre. In Brno besuchte Michael Čakrt von 1929 bis 1934 die Grundschule und anschließend ein Gymnasium. Nach der Übersiedlung der Familie nach Prag absolvierte er das Abitur 1942 am dortigen Jirásek Gymnasium. Sein Studium am Prager Konservatorium beendete er 1947 mit Auszeichnung. Zusätzlich studierte er ab 1946 Musiktheorie an der Fakultät für Musik (HAMU) der Prager Akademie der Künste, die er als einer der ersten Komponisten abschloss, und besuchte musikwissenschaftliche und psychologische Seminare an der Karls-Universität. Nach dem ersten Staatsexamen mit Auszeichnung wurde ihm nach der Überprüfung seiner politischen Einstellung ein weiteres Studium verweigert.

### Tätigkeit als Lehrer und Kirchenmusiker
Čakrt wuchs in einer atheistischen Familie auf, die Eltern wurden standesamtlich als „konfessionslos“ geführt. Čakrt nahm während seiner Studienzeit den katholischen Glauben an, als er den Organistendienst in der Kirche in Liboc ausübte und dort mehrere Jahre als Kantor und Organist tätig war. Im Jahr 1948 ließ sich Čakrt in den Fortbildungskurs für Laienkatecheten einschreiben, da in diesem Fach ein großer Lehrermangel herrschte. Die lehrbefähigende Abschlussprüfung absolvierte er 1949. Im selben Jahr wurde er aus Prag verbannt und nach Sokolov (Falkenau an der Eger) zwangsumgesiedelt. Hier hatte er an Grund- und Mittelschulen Musik zu unterrichten. In der Falkenauer Kirche war er auch als Kantor tätig. Er litt psychisch unter der trostlosen Umgebung, die von Industrie und Bergbau geprägt war, sodass er seine Tätigkeit für ein Jahr unterbrechen musste und einen Kuraufenthalt im Sanatorium antrat.
1953 bewarb sich Čakrt auf den ärztlichen Rat hin als Lehrer in der musikpädagogischen Anstalt in Trautenau/Riesengebirge. Bevor er diese Stelle antreten konnte, wurde die Anstalt geschlossen. Čakrt unterrichtete dann an der Musikschule in Trutnov und übernahm wegen Erkrankung des Schulleiters die Leitung der Schule 1969. Ein Jahr später wurde er aus dieser Position wieder abgesetzt, ohne dass konkrete Gründe genannt wurden. Formlos wurde Čakrt während der Sommerferien durch den stellvertretenden Leiter darüber informiert mit der Erklärung, es geschehe so, aufgrund der Herausforderungen der jetzigen Situation. 1969 unterschrieb Čakrt nicht die Einverständniserklärung mit der Invasion der russischen Truppen auf tschechischem Gebiet sowie die Verurteilung der Tat von Jan Palach. Die Mitarbeiter der Schulbehörde in Trutnov bescheinigten ihm zwar, dass er sein Amt zur vollkommenen Zufriedenheit der Behörde führte. Dennoch erhielt er eine schriftliche Amtsaufhebung erst nach erneuter Anfrage, vermittelt durch den revolutionären Gewerkschaftsbund (ROH). Auch dieses Dokument beinhaltete aber keine konkrete Begründung für eine Amtsenthebung. Ein neues Auswahlverfahren für den Posten des Schuldirektors wurde nicht mehr ausgeschrieben.
In Trautenau war Čakrt außerdem Kirchenmusiker an der dortigen katholischen Kirche Mariä Geburt tätig und war als Organist in der Region bekannt. Mit dem Kirchenchor trat er anlässlich verschiedener Kirchenfeste in Trutnov und Umgebung auf. Am Ende der 1960er Jahre existierten noch zwei Kirchenchöre in Trautenau. Diese fusionierten, der Chor bestand zu dieser Zeit aus etwa 30 Sängern. Bald begann der Chor eine rege Zusammenarbeit mit verschiedenen Instrumentalisten aus der ganzen Region Okres Trutnov. Čakrts Chor wurde oft in andere Gemeinden eingeladen, um dort die kirchlichen Feste musikalisch zu begleiten.
Zum Repertoire des Chors gehörte der Gregorianische Choral, die  Missa de Angelis von Giovanni Palestrina, die zu Ostern regelmäßig aufgeführte Sequenz Victimae paschali laudes. Da diese Chorliteratur in der Regel Texte in lateinischer Sprache enthält, wurde sie von dem Priesternachwuchs häufig abgelehnt wegen angeblicher Unverständlichkeit für die Gemeinde. Im Jahr 1991 kam es zu einer großen Auseinandersetzung zwischen Čakrt und dem damaligen Vikar Václav Pavliš. Dem Chor wurde offiziell verboten, Messen in Latein aufzuführen. Diese Situation und Čakrts zunehmend schlechter gesundheitlicher Zustand begünstigten das langsame Ende der Ära von Čakrts Kirchenchor in Trutnov.
Im Jahr 1973 zogen die kommunistischen Machthaber weitere Konsequenzen aus Čakrts politischem Ungehorsam und schoben ihn erneut ab. Diesmal von der Musikschule in Trautenau nach Žacléř (Schatzlar). In dieser Musikschule arbeitete er fast 20 Jahre als Lehrer für Musiktheorie und Klavier, später gab er auch Gesangsunterricht.
Čakrt verstarb am 25. Juni 1997 in Trutnov an seiner Krebserkrankung.
Um Čakrts kompositorisches Werk nicht in Vergessenheit geraten zu lassen, startete Adéla Drechsel gemeinsam mit der Germanistin und Musikerin Anežka Mišoňová ein erfolgreiches Crowdfunding zur Finanzierung des Projektes mit der Tochter des Verstorbenen und dem Direktor des Kulturzentrums Uffo in Trutnov.
Čakrt hat während seiner beruflichen Tätigkeit als Organist und Musiklehrer vor allem Kammermusik komponiert, viele dieser Werke wurden noch nie öffentlich aufgeführt und sind erst in jüngster Zeit von jungen Interpreten wiederentdeckt und aufgeführt worden.

## Privates
Čakrt heiratete im Jahr 1953 seine Frau Maria, 1962 kam in Trutnov Tochter Agáta zur Welt.

## Werke (Auswahl)
Kammermusik
- Pastorale canonico
- Trio (Sonate)
- Quartetto
- Quartettino in Re
- Volné chvíle (Streichquartett)
- Violinsonate
- Sonate für Bratsche und Klavier

Klavierwerke
- Gavotta – Allegretto (Gavotta con eleganza) a Musetta (L’istesso tempo), komponiert 1958
- 19 Introduzioni
- Divertimento
- Marcia
- Walzer für Klavier 6-händig
- Divertimento im Volkston

Vokalmusik
- Z Moravy a Slovenska (Aus Mähren und Slowakei) Volkslieder
- Z hradecké zahrádky (fünf Lieder für Kinderchor)

- Drei Lieder für Mezzosopran (Text von Jiří Wolker)
- Smuténka  (Traurigkeit) für Mezzosopran und Klavier

### Werke für Orgel
- Fuga für Orgel

### Kirchenmusik
- Messe für Chor mit Orgel
- Einfaches Messordinarium